# Casimir Royer
Pour les articles homonymes, voir Royer.
Pierre Marie Casimir Royer est un magistrat et homme politique français né le 29 mai 1791 à Saint-Galmier (Loire) et décédé le 29 juin 1876 à Grenoble (Isère).

## Biographie
Pierre Marie Casimir Royer naît le 29 mai 1791 à Saint-Galmier. Il est le fils de Philippe Adrien Joseph Royer, receveur des droits d'enregistrement des actes civils et judiciaires, et de son épouse, Jeanne Marie Gonon.
Avocat à Grenoble en 1815, Casimir Royer est conseiller auditeur en 1828, substitut général en 1830, conseiller à la cour d'appel de Grenoble de 1835 à 1848, puis président de chambre et premier président de novembre 1848 à 1862. Il est conseiller général et député de l'Isère de 1846 à 1848, siégeant au centre gauche et de 1863 à 1869, siégeant dans la majorité soutenant le Second Empire.
Son fils Casimir (1837-1902) est bâtonnier des avocats de Grenoble ; ce dernier a deux enfants : Louis Royer, conservateur de la bibliothèque de Grenoble, spécialiste de Stendhal, et Marie-Louise Gabrielle, qui épouse le juriste grenoblois Georges Gariel.

## Distinctions
- Officier de la Légion d'honneur (18 janvier 1853)[3]

## Sources
- « Casimir Royer », dans Adolphe Robert et Gaston Cougny, Dictionnaire des parlementaires français, Edgar Bourloton, 1889-1891 [détail de l’édition]
- Jean-Claude Farcy, Rosine Fry, Annuaire rétrospectif de la magistrature XIXe – XXe siècles, Centre Georges Chevrier (Université de Bourgogne/CNRS), 2010.